# Wapuskanectes
Wapuskanectes là một chi đã tuyệt chủng của elasmosaurid được tìm thấy ở Alberta, Canada.

## Mô tả
Wapuskanectes được biết đến từ mẫu holotype TMP  98.49.02, một bộ xương postcranial có các khớp cục bộ, trong đó có phần ngực gần như hoàn chỉnh. Nó được thu thập ở phía tây của Syncrude Base Mine gần Ft. McMurray, từ Wabiskaw Member của Thành hệ Clearwater, có niên đại sớm nhất thuộc tầng Albian của kỷ Phấn trắng sớm, khoảng 112 triệu năm trước  Wapuskanectes là elasmosaurid có niên đại sớm nhất được tìm thấy ở Bắc Mỹ cho đến nay.

## Đặt tên
Wapuskanectes lần đầu tiên được đặt tên bởi Patrick Druckenmiller S. và P. Anthony Russell trong năm 2006. Loài điển hình là Wapuskanectes betsynichollsae. Tên chung là có nguồn gốc từ tên Wapuska, trong tiếng Creecó nghĩa là "a body of water with whitecaps on it" và cũng có thể là lấy từ tên Wabiskaw, nơi hóa thạch được tìm thấy, và nectes trong tiếng Hy Lạp nghĩa là "con vật biết bơi". Tên của loài vinh danh nhà cổ sinh vật học Dr. Elizabeth "Betsy" Nicholls, người phụ trách nghiên cứu các loài bò sát biển tại Bảo tàng cổ sinh vật học hoàng gia Tyrrell, những nghiên cứu của bà có ảnh hưởng rất lớn đến việc nghiên cứu các loài động vật biển có xương trong Đại Trung Sinh. 